# Tord de ventre pàl·lid
El tord de ventre pàl·lid (Turdus obsoletus) és un ocell de la família dels túrdids (Turdidae).

## Hàbitat i distribució
Habita la selva pluvial i vegetació secundària, a les terres baixes i muntanyes del centre de Costa Rica, Panamà, nord-oest i oest de Colòmbia i oest de l'Equador.